# Thomas C. McGrath

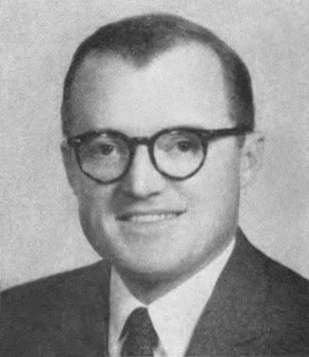
Thomas C. McGrath

Thomas Charles McGrath Jr. (* 22. April 1927 in Philadelphia, Pennsylvania; † 15. Januar 1994 in Delray Beach, Florida) war ein US-amerikanischer Politiker. Zwischen 1965 und 1967 vertrat er den Bundesstaat New Jersey im US-Repräsentantenhaus.

## Werdegang
Thomas McGrath besuchte bis 1944 die St. Joseph’s Preparatory School in Philadelphia und studierte danach bis 1945 an der University of Notre Dame. Zwischen Juni und November 1945 diente er in der United States Navy. Danach absolvierte er im Jahr 1950 die United States Naval Academy in Annapolis (Maryland). Von 1950 bis 1954 diente er erneut in der Marine, wobei er sowohl der Atlantikflotte als auch dem Pazifikgeschwader angehörte. Nach einem anschließenden Jurastudium an der University of Pennsylvania und seiner 1958 erfolgten Zulassung als Rechtsanwalt begann er in Philadelphia in diesem Beruf zu arbeiten. Im Jahr 1964 fungierte er als stellvertretender Attorney General von New Jersey. Danach war er bis 1965 Anwalt in Atlantic City. Gleichzeitig begann er als Mitglied der Demokratischen Partei eine politische Laufbahn.
Bei den Kongresswahlen des Jahres 1964 wurde McGrath im zweiten Wahlbezirk von New Jersey in das US-Repräsentantenhaus in Washington, D.C. gewählt, wo er am 3. Januar 1965 die Nachfolge von Milton W. Glenn antrat. Da er im Jahr 1966 dem Republikaner Charles W. Sandman unterlag, konnte er bis zum 3. Januar 1967 nur eine Legislaturperiode im Kongress absolvieren. Diese waren von den Ereignissen der Bürgerrechtsbewegung und des Vietnamkrieges bestimmt.
Zwischen 1967 und 1969 arbeitete Thomas McGrath für die Staatsregierung von New Jersey im Department of Housing and Urban Development. Von 1969 bis 1973 war er Schatzmeister der Demokratischen Partei von New Jersey. Von 1969 bis 1992 war McGrath Berater in der Bauindustrie und im Finanzwesen. Er starb am 15. Januar 1994 in Delray Beach.